# Vita poshuma
Vita poshuma – literatura hagiograficzna wchodząca w skład żywotopisarstwa i będąca świadectwem pośmiertnego kultu świętych.
Vita poshuma zawiera opis kultu w którego skład wchodzą pielgrzymki wiernych (nawiedzenie) do otoczonego szczególną czcią miejsca pochówku (miejsce święte - ośrodek kultu), formowanie patronatu poprzez modlitwy i cuda przypisane wstawiennictwu postaci, a także utwory literackie oraz dzieła sztuki powstałe z jej inspiracji. Wszystkie te elementy wraz z przebiegiem procesu beatyfikacyjnego i kanonizacyjnego są składowymi Vita poshuma.